# Форнети
„Форнети“ е унгарска компания с дейност в сферата на хранително-вкусовата промишленост. Седалището ѝ е в град Кечкемет, Унгария.
Управлява верига от пекарни и произвежда по-голямата част от предлаганите от тях закуски.
Веригата е основана през 1997 година. 10 години по-късно в България е учредена дъщерната фирма „Форнети България“.
Основателите имат идеята да продават продуктите си на килограм. Концепцията бързо се харесва и в рамките на три години компанията се разширява до 1200 обекта в шест европейски страни. Днес се произвеждат повече от двеста вида замразени или полуизпечени продукти, някои от които са патентовани, а обектите на марката са почти 6500, разпръснати в 17 страни. Освен това продукти „Форнети“ могат да се открият и в други търговски вериги.

„Форнети“ работи под егидата на швейцарско-ирландската компания Аризта.

## Форнети България
Първият магазин на марката в България отваря през 2007 г. През 2011 г. започва сътрудничество с хотели и големи вериги магазини. Година по-късно, през 2012 г., стартира програма „Ново време“, което означава втора генерация лого и витрини. През 2015 компанията „Форнети“ бива купена от Аризта, което поставя поставя началото на трета генерация лого. Изпълнителен директор става Себастиан Гудинг, а основателят на „Форнети“ и досегашен собственик Йожеф Палащи помага на компанията като външен консултант и посланик на марката.